# Bosjöklosters landskommun
Bosjöklosters landskommun var en tidigare kommun i dåvarande Malmöhus län.

## Administrativ historik
Kommunen bildades i Bosjöklosters socken i Frosta härad i Skåne när 1862 års kommunalförordningar trädde i kraft. 
Vid kommunreformen 1952 uppgick kommunen i Snogeröds landskommun som upplöstes 1969 då denna del uppgick i Höörs köping som 1971 ombildades till Höörs kommun.

## Politik

### Mandatfördelning i Bosjöklosters landskommun 1938-1946
| 9 | 5 | 3 | 3 |

| 18 |

| 20 |

| 18 |

| 7 | 6 | 5 | 2 |

| 17 | 3 |